# Stiphrosoma grandis
Stiphrosoma grandis är en tvåvingeart som beskrevs av Rohacek 2006. Stiphrosoma grandis ingår i släktet Stiphrosoma och familjen sumpflugor. Inga underarter finns listade i Catalogue of Life.